# Stefan Kozlov
Stefan Kozlov (1 de febrero de 1998) es un jugador de tenis estadounidense.

## Carrera

### Junior
El 27 de enero de 2014 alcanzó el segundo puesto en el ranking combinado júnior
En Wimbledon 2014 fue finalista en la modalidad individuales juniors, cayendo derrotado en la final antes su compatriota Noah Rubin.

#### Finalista Grand Slam Junior
| Año  | Campeonato              | Superficie | Oponente         | Marcador final |
| ---- | ----------------------- | ---------- | ---------------- | -------------- |
| 2014 | Abierto de Australia    | Dura       | Alexander Zverev | 4-6, 0-6       |
| 2014 | Campeonato de Wimbledon | Hierba     | Noah Rubin       | 4-6, 6-4, 3-6  |

| Año  | Campeonato              | Superficie | Pareja        | Oponentes                   | Marcador final |
| ---- | ----------------------- | ---------- | ------------- | --------------------------- | -------------- |
| 2014 | Campeonato de Wimbledon | Hierba     | Andrey Rublev | Orlando Luz Marcelo Zormann | 4-6, 6-3, 6-8  |

### Circuito Profesional
Su ranking más alto a nivel individual fue el puesto Nº 412, alcanzado el 2 de febrero de 2015. A nivel de dobles alcanzó el puesto Nº 553 el 2 de febrero de 2015.
Ha ganado hasta el momento 4 torneos de la categoría ATP Challenger Series en la modalidad de dobles. Así como también varios títulos futures en individuales y en dobles.

## Títulos Challenger; 9 (5 + 4)
| Leyenda             | Individuales | Dobles |
| ------------------- | ------------ | ------ |
| ATP Challenger Tour | 5            | 4      |

### Individual

#### Títulos
| N.º | Fecha      | Torneo          | Superficie | Rival en la final | Resultado     |
| --- | ---------- | --------------- | ---------- | ----------------- | ------------- |
| 1.  | 27.11.2016 | Columbus        | Dura (i)   | Tennys Sandgren   | 6-1, 2-6, 6-2 |
| 2.  | 22.10.2017 | Las Vegas       | Dura       | Liam Broady       | 3-6, 7-5, 6-4 |
| 3.  | 26.09.2021 | Columbus        | Dura (i)   | Max Purcell       | 4-6, 6-2, 6-4 |
| 4.  | 07.11.2021 | Charlottesville | Dura (i)   | Aleksandar Vukić  | 6-2, 6-3      |
| 5.  | 21.11.2021 | Champaign       | Dura (i)   | Aleksandar Vukić  | 5-7, 6-3, 6-4 |

### Dobles

#### Títulos
| N.º | Fecha      | Torneo    | Superficie | Pareja             | Rival en la final                     | Resultado         |
| --- | ---------- | --------- | ---------- | ------------------ | ------------------------------------- | ----------------- |
| 1.  | 01.02.2015 | Maui      | Dura       | Jared Donaldson    | Chase Buchanan Rhyne Williams         | 6-3, 6-4          |
| 2.  | 09.07.2016 | Winnetka  | Dura       | John-Patrick Smith | Sekou Bangoura David O'Hare           | 6-3, 6-3          |
| 3.  | 31.07.2021 | Lexington | Dura       | Liam Draxl         | Alex Rybakov Reese Stalder            | 6-2, 56-7, [10-7] |
| 4.  | 25.09.2021 | Columbus  | Dura (i)   | Peter Polansky     | Andrew Lutschaunig James Kent Trotter | 7-5, 7-65         |